# Andrena siciliana
Andrena siciliana là một loài Hymenoptera trong họ Andrenidae. Loài này được Warncke mô tả khoa học năm 1980.